# Freed from Desire
Freed from Desire is een nummer geschreven, gecomponeerd en opgenomen door de Italiaanse zangeres Gala. Het nummer is afkomstig van het debuutstudioalbum Come Into My Life uit 1997. Op 23 oktober 1996 werd het nummer op single uitgebracht. In 2009 werd de single ook als digitale download uitgebracht.

## Achtergrond
"Freed from Desire" werd uitgebracht op 23 oktober 1996 als de eerste single van haar debuut studioalbum Come into My Life uit 1997. "Freed from Desire" werd een hit in meerdere Europese landen, met een nummer 1-positie in Frankrijk en België en de 4e positie in de Eurochart Hot 100. In thuisland Italië werd de 2e positie behaald, evenals in het Verenigd Koninkrijk waar de 2e positie werd behaald in de UK Singles Chart.
In Nederland was de single in week 51 van 1996 de 200e Megahit op toentertijd Radio 3FM en in week 52 Alarmschijf op Radio 538. De single werd een grote hit en bereikte de 5e positie in de Nederlandse Top 40 op destijds Radio 538 en de 6e positie in de publieke hitlijst; toentertijd  (1997) de Mega Top 100 op Radio 3FM.
In België bereikte de single de nummer 1-positie in zowel de Vlaamse Ultratop 50, als de Vlaamse Radio 2 Top 30 en de Waalse Ultratop 50. 
De single werd in juli 1997 uitgebracht in het Verenigd Koninkrijk, behaalde een nummer 2-positie in de UK Singles Chart en bleef acht weken in de top 10 staan. Gala behaalde er diamant in Frankrijk, platina in de Benelux en goud in het Verenigd Koninkrijk mee.
Het nummer werd geproduceerd door Filippo Andrea Carmeni en Maurizio Molella.

## Versies
In 2016 nam Gala een akoestische versie op van haar nummer "Freed from Desire" bij Les Studios Saint Germain in Parijs voor de film Un homme à la hauteur, die geregisseerd werd door Laurent Tirard en Jean Dujardin.
In mei 2016 uploadde een Wigan Athletic-supporter op YouTube een bewerking van "Freed from Desire" getiteld 'Will Grigg's on Fire' in verband met het recente doelpunt van Will Grigg, een Wiganspeler.
Voetballiefhebbers uit Noord-Ierland, het Verenigd Koninkrijk en Frankrijk maakten een eigen versie voor hun spelers. Het nummer werd een officieus voetballied van de UEFA EURO 2016.
Electroduo Blonde bracht een versie ervan uit en behaalde er de iTunes Top 10 en Top 10 UK mee.

## Tracklijst
| Nr. | Titel                                | Duur |
| --- | ------------------------------------ | ---- |
| 1.  | Freed from Desire (Edit Mix)         | 3:21 |
| 2.  | Freed from Desire (Full Vocals Mixx) | 4:13 |

| Nr. | Titel                                       | Duur |
| --- | ------------------------------------------- | ---- |
| 1.  | Freed from Desire (Radio Mix)               | 3:30 |
| 2.  | Freed from Desire (Solid Base Remix)        | 5:30 |
| 3.  | Freed from Desire (The Paradise Mix)        | 8:35 |
| 4.  | Freed from Desire (Full Vocal Extended Mix) | 4:17 |

| Nr. | Titel                                     | Duur |
| --- | ----------------------------------------- | ---- |
| 1.  | Freed from Desire (Radio Mix)             | 3:32 |
| 2.  | Freed from Desire (The Paradise Mix)      | 8:37 |
| 3.  | Freed from Desire (Full Vocal Mix)        | 4:17 |
| 4.  | Freed from Desire (Whistle Remix)         | 6:06 |
| 5.  | Freed from Desire (The Soundlovers Remix) | 5:57 |

| Nr. | Titel                                | Duur |
| --- | ------------------------------------ | ---- |
| 1.  | Freed from Desire (Full Vocals Mixx) | 4:13 |
| 2.  | Freed from Desire (Edit Mix)         | 3:21 |
| 3.  | Freed from Desire (The Paradise Mix) | 8:35 |

| Nr. | Titel                                     | Duur |
| --- | ----------------------------------------- | ---- |
| 1.  | Freed from Desire (Short Mix)             | 3:35 |
| 2.  | Freed from Desire (The Soundlovers Remix) | 6:01 |
| 3.  | Freed from Desire (Whistle Remix)         | 6:09 |

| Nr. | Titel                                     | Duur |
| --- | ----------------------------------------- | ---- |
| 1.  | Freed from Desire (The Soundlovers Remix) | 5:52 |
| 2.  | Freed from Desire (Whistle Remix)         | 6:00 |
| 3.  | Freed from Desire (Video Mix)             | 3:28 |

| Nr. | Titel                                    | Duur |
| --- | ---------------------------------------- | ---- |
| 1.  | Freed from Desire (Mr. Jack Club Mix)    | 7:33 |
| 2.  | Freed from Desire (Full Vocal Mix)       | 4:13 |
| 3.  | Freed from Desire (Mr. Jack deja vu Dub) | 5:01 |

| Nr. | Titel                                    | Duur |
| --- | ---------------------------------------- | ---- |
| 1.  | Freed from Desire (Mr. Jack Club Mix)    | 7:33 |
| 2.  | Freed from Desire (Full Vocal Mix)       | 4:13 |
| 3.  | Freed from Desire (Mr. Jack Deja Vu Dub) | 5:01 |

| Nr. | Titel                                        | Duur |
| --- | -------------------------------------------- | ---- |
| 1.  | Freed from Desire (Allisters Full Vocal Mix) | 7:05 |
| 2.  | Freed from Desire (Mr. Jack Club Mix)        | 8:15 |
| 3.  | Freed from Desire (Dillon & Dickins Mix)     | 8:41 |
| 4.  | Freed from Desire (Original Mix)             | 4:13 |